# Manfred Stohrer

Manfred Stohrer 1970

Manfred Stohrer (* 23. August 1918 in Stuttgart; † 28. September 1976 in Sigmaringen) war ein deutscher protestantischer Pfarrer, Pazifist, Naturschützer und Kunstliebhaber.

## Leben und Leistung

### Jugend, Studium und Krieg
Stohrer stammte aus einer Stuttgarter Drucker- und Grafikerfamilie, machte dort sein Abitur am Eberhard-Ludwigs-Gymnasium, studierte in Tübingen und Berlin Theologie und Kunstgeschichte. Den Zweiten Weltkrieg erlebte er in Frankreich und Russland; er wurde verwundet und kam in französische Kriegsgefangenschaft (bis 1948) in der Nähe von Colmar im Elsass. Dort verfasste er seinen Vortrag Christliche Existenz heute, der eine damals recht neue Sicht auf das Christsein beinhaltete. Sie war auch in vielen seiner späteren Predigten Thema. Ihm ging es dabei um das Christsein in der Begegnung mit dem Anderen.

### Erstmals in Sigmaringen

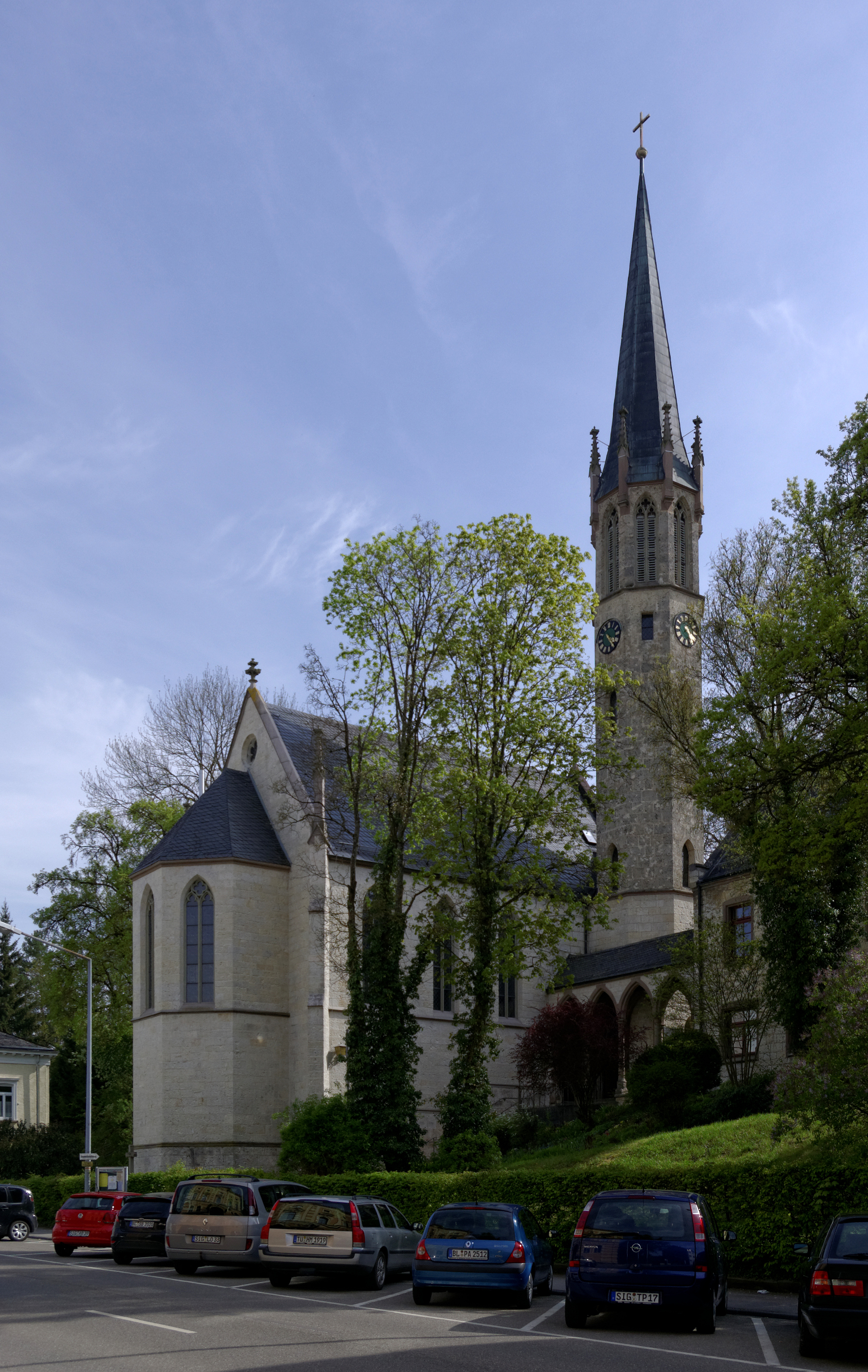
Evangelische Stadtkirche Sigmaringen

Danach wurde er bereits Vikar für ein Jahr in Sigmaringen, anschließend arbeitete er als theologischer Sekretär beim württembergischen Landesbischof Theophil Wurm. 1951 bewarb er sich um die freie Stelle der evangelischen Stadtkirche in Sigmaringen und wurde dort für die lange Zeit von 25 Jahren evangelischer Pfarrer.

### Brief der 104 Pfarrer zur Wiederbewaffnung
In seine Amtszeit zwischen 1951 und 1976 fällt die Diskussion um die Wiederbewaffnung, an der er als ehemaliger Kriegsteilnehmer engagiert und kompromisslos teilnahm. Er wusste sich da mit Pastor Martin Niemöller einig. So beteiligte er sich an einem offenen Brief an die Abgeordneten des Deutschen Bundestags, in dem von 104 evangelischen Pfarrern aus Baden-Württemberg (unter ihnen neben Stohrer auch Vikar Gerhard Porsch aus Sigmaringen) Verhandlungen mit der DDR-Regierung über Frieden und Wiedervereinigung verlangt wurden. Die Briefschreiber waren der Auffassung, „… dass im Zeitalter der Atombomben … die Aufstellung westdeutscher Divisionen nicht nur zwecklos, sondern geradezu gefährlich und verhängnisvoll ist. Deutschland würde in einem Krieg zwischen Ost und West … Kriegsschauplatz.“ und „Wir sind der Überzeugung, dass Deutschland auf keinen Fall aufrüsten dürfte, solange es gespalten ist. Die Aufrüstung vertieft diese Spaltung und macht sie zum Dauerzustand.“ Dieser Brief wurde am 3. März 1954 im Neuen Deutschland veröffentlicht.

### Schwarze Fahne an der Stadtkirche
Als am 7. Juli 1956 im Bundestag die umstrittene Einführung der Allgemeinen Wehrpflicht beschlossen wurde, hängte Stohrer als Zeichen des Protestes und der Trauer eine schwarze Fahne an der Stadtkirche auf und ließ die Glocken läuten. Mit dieser Tat wurde er und auch Sigmaringen damals überregional bekannt. Zudem fand er damit Eingang in die veröffentlichte staatliche Literatur der DDR. So wurde diesem Vorgang in Der Bibliothekar (Zentralinstitut für
Bibliothekswesen), Ausgabe 1956 ein Artikel als Zeichen des Protestes gegen die Bundeswehr in Westdeutschland gewidmet. Weiter wandte er sich jahrelang – am Ende erfolglos – gegen die Installierung eines eigenen Militärgeistlichen, bzw. eines eigenen Militärpfarramtes in der Garnisonsstadt Sigmaringen. Er unterstützte hingegen die Durchführung entsprechender Gottesdienste für die Angehörigen des Militärs an festen Sonntagen in der Stadtkirche.

### Sigmaringer Christus-Johannes-Gruppe

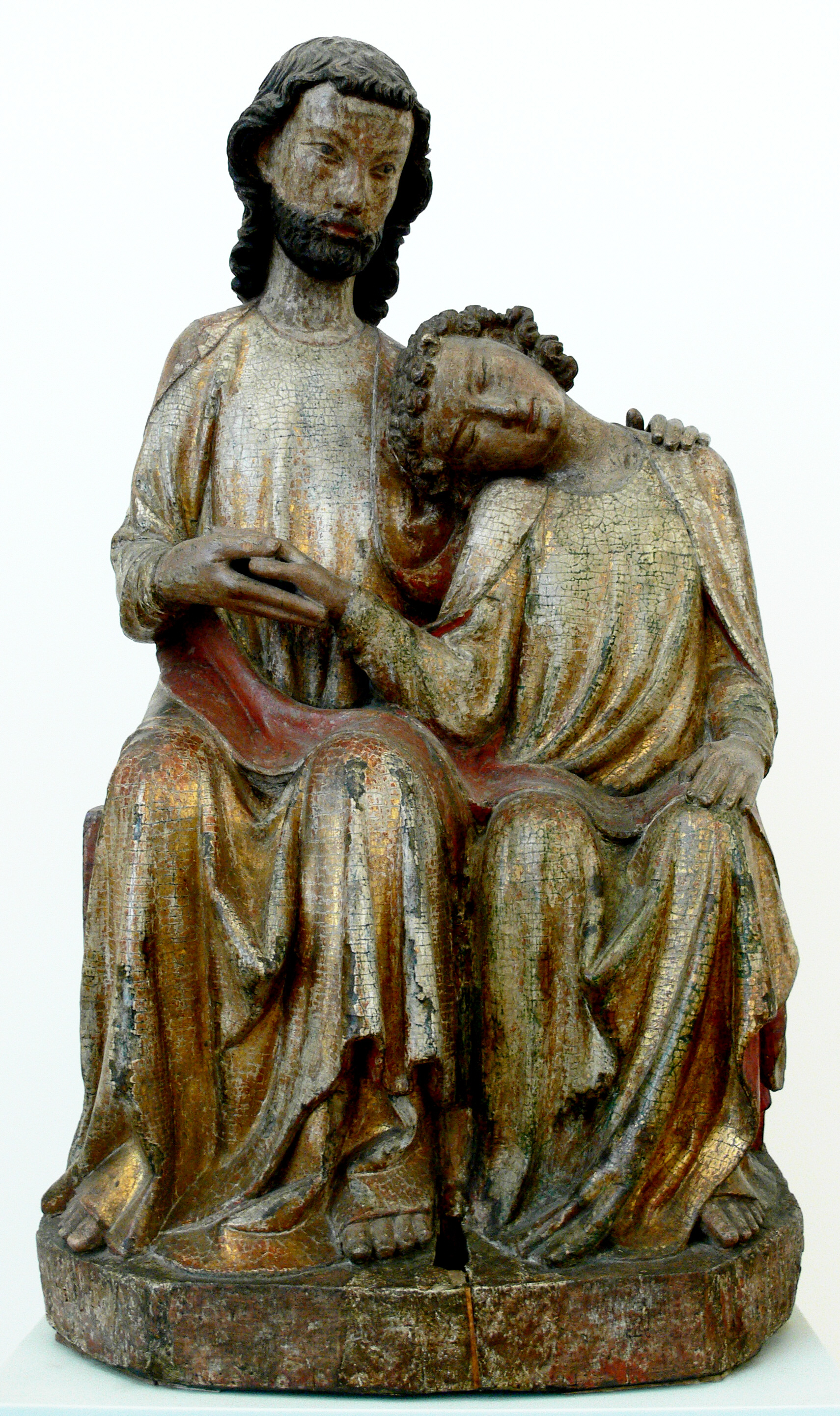
Sigmaringer Christus-Johannes-Gruppe

In seine Amtszeit fiel auch die von ihm unterstützte und geleitete Renovierung zum hundertjährigen Bestehen (seit 1862) der Stadtkirche (Innere Bemalung, Beleuchtung, Boden), zumal er da sein künstlerisches Interesse ausleben konnte. So bemühte er sich – allerdings erfolglos – um die „Repatriierung“ der berühmten Sigmaringer Christus-Johannes-Gruppe, einer sogenannten „Johannesminne“, nach Sigmaringen. Das Original dieses Andachtsbildes (circa 1320) stammt wahrscheinlich aus dem Augustinerinnen-Chorfrauenstift Inzigkofen. 1909 wurde es für die Skulpturensammlung der Stiftung Preußischer Kulturbesitz erworben. Es befindet sich seit 2006, nachdem es 60 Jahre in der Skulpturengalerie in Berlin-Dahlem gestanden hatte, im neugestalteten Bode-Museum auf der Museumsinsel in Berlin-Mitte.
Nach Abschluss der Renovierung der Stadtkirche wurde unter der Empore eine Replik des gotischen Schnitzwerkes aufgestellt.

### Engagement im Naturschutz
Weiter war er wohl einer der ersten, die sich nachdrücklich gegen das Fällen altehrwürdiger Bäume (so 1953 einer Ulme im Pfarrgarten und später einiger Ahornbäume an der Karlstraße) wandten und sogar zusammen mit Gleichgesinnten die Bäume persönlich vor dem städtischen Fällkommando schützten. Die Auseinandersetzung Stohrers mit den zuständigen Behörden ging in die Sigmaringer Annalen als „Sigmaringer Baumkrieg“ ein (s. Literatur).

### Kunst im Religionsunterricht
Weiter war sein Religionsunterricht an den Gymnasien und der Konfirmandenunterricht bekannt, in dem es besonders um die künstlerische Darstellung religiöser Inhalte ging. So waren ihm Bildwerke des Gekreuzigten aus romanischen und gotischen Kirchen wichtig, ebenso wie der Isenheimer Altar bei Colmar, Bildwerke aus Ravenna und Assisi in Italien und die farbmächtigen Darstellungen das modernen chassidischen Malers Marc Chagall.

### Frühe Ökumene
In diesem Zusammenhang war ein weiterer Schwerpunkt seiner Arbeit die Ökumene, die er sehr ernst nahm und vielfach förderte. Das Zweite Vatikanum und Johannes XXIII. waren ihm so wichtig, dass er zum Tode des Papstes als wohl einziger protestantischer Pfarrer die Glocken läuten ließ. Er traf sich regelmäßig mit katholischen Priestern und Laien, mit orthodoxen Geistlichen und führte einen festen Termin mit einem jüdischen Gelehrten ein. Seine eigenen Predigten waren oft Stadtgespräch, da er gerne drastische Vergleiche benutzte oder auch konkrete Gegenstände zur Verdeutlichung seiner Aussage mit auf die Kanzel nahm, so zur Karfreitagspredigt einmal einen Hahn, der aber nicht krähen wollte.

### Kriegsdienstgegner
Natürlich war aufgrund seiner Gegnerschaft zur Wiederbewaffnung Deutschlands sein unermüdliches Eintreten für die wenigen Kriegsdienstverweigerer der damaligen Zeit, denen außer solchen Pfarrern wie Stohrer damals wenige beistanden, was ihm zusätzlich den „Kommunistenvorwurf“ einbrachte.

## Familiäres
Bei seinem Tod 1976 hinterließ er eine Frau und zwei Söhne. Stohrer wurde einige Tage danach zum 750. Todestag des von ihm sehr verehrten Heiligen Franz von Assisi in Sigmaringen auf dem Stadtfriedhof beerdigt.

## Werke
- Christliche Existenz heute, 1946, publizierter Vortrag
- Durch sieben Länder des Nahen Ostens, ein Reisebericht, 1966, Vogel-Verlag, Würzburg

## Zitate
- Auf den Kommunisten-Vorwurf: „Christus ist auch für Karl Marx gestorben.“ (s. Literatur)
- Über seine Glaubensbrüder: „Es gibt mild protestierende Protestanten und wild protestierende…“ (eigene Erinnerung)
- Über die verschiedenen Christen: „Die Katholiken beten sich in den Himmel, die Protestanten singen sich in den Himmel und die Reformierten predigen sich in den Himmel.“